# 芦別警察署
芦別警察署（あしべつけいさつしょ）は、北海道警察本部が管轄する札幌方面の警察署の一つである。

## 所在地
- 北海道芦別市南1条東2丁目12-12

## 管轄区域
- 芦別市

## 沿革
- 1897年（明治30年） - 滝川警察署上芦別巡査駐在所として設置される[1]。
- 1900年（明治33年） - 芦別村（現芦別市）が歌志内村（現歌志内市）から分離・独立したため、それに伴い現在の芦別市の市街地に移る。
- 1916年（大正5年） - 芦別巡査部長派出所となる。
- 1917年（大正6年）2月 - 滝川警察署新城巡査駐在所を設置[2]する。
- 1948年（昭和23年） - 警察法の施行により、自治体警察として芦別町警察署が発足する[1]。
- 1954年（昭和29年） - 警察法の一部改正により、北海道警察に統合され、同警察札幌方面芦別警察署となる[1]。
- 2014年（平成26年）3月31日 - 三井芦別地区の西芦別駐在所が廃止される[3][4]。
- 2021年（平成26年）3月- 駅前交番と新城駐在所が廃止される。
- 2024年（令和6年）5月- 北海道警察が「2026年度に小規模の警察署を統合する方針である」と発表。そのうち芦別警察署は赤歌警察署とともに滝川警察署に統合される予定[5]。

## 組織
- 署長（警視）
- 副署長（警視）
- 警務課（警務係、犯罪被害者支援係、相談係、管理係）
- 会計係
- 刑事・生活安全課（生活安全係、刑事係）
- 地域・交通課（地域係、交通係）
- 警備係

## 交番・駐在所
括弧内は所在地を表す。
- 署所在地交番（南1条東2丁目12-1、芦別署と同一）※駅前交番廃止による移行
- 上芦別駐在所 （芦別市上芦別157）
- 渓水駐在所 （芦別市北7条西3丁目2-3）※新城駐在所を統合
- 野花南駐在所 （芦別市野花南982）
- 頼城駐在所 （芦別市頼城4）